# Коскудык
Коскудык (каз. Қосқұдық, до 2000 г. — Ворошилово) — село в Жетысайском районе Туркестанской области Казахстана. Входит в состав Кызылкумского сельского округа. Код КАТО — 514471300.

## Население
В 1999 году население села составляло 359 человек (189 мужчин и 170 женщин). По данным переписи 2009 года, в селе проживало 457 человек (233 мужчины и 224 женщины).